# Тестарди, Эмануэле
Эмануэ́ле Теста́рди (итал. Emanuele Testardi; 31 декабря 1990, Рим, Италия) — итальянский футболист, нападающий клуба «Крема 1908».

## Карьера

### Клубная
Тестарди является воспитанником клуба «Пескара». Он дебютировал за клуб в сезоне 2008/09, проведя 6 матчей. Летом 2009 года футболист на правах аренды перешёл в «Сампдорию». Там он 5 раз выходил на поле, не забив ни одного гола. 25 июня 2010 года «Сампдория» выкупила игрока.
28 июля 2010 Тестарди был арендован клубом «Губбио», где он сыграл 11 матчей.

### В сборной
7 октября 2010 года Тестарди был вызван в сборную Италии до 20 лет. 12 октября он сыграл в матче против сверстников из Швейцарии.